# Yves (本月少女)
Yves（1997年5月24日—）本名河秀映（：／ Ha Soo Young），韩国女歌手，为本月少女第九个被公开的成员，也是其固定子团体本月少女 yyxy的隊長。2017年11月28日发布个人单曲专辑《Yves》个人出道，2018年5月30日以yyxy成员名义以迷你专辑《Beauty & the Beat》再次出道，8月19日随本月少女以《+ +》完整体出道。2024年5月29日發行個人首張迷你專輯《Loop》

## 出道经历
2017年11月6日开始，本月少女官方在社交平台公布了本月少女的第九位成员Yves。11月24日，公布solo单曲专辑的曲目。28日，solo单曲专辑《Yves》发行，专辑中收录主打曲《new》以及非主打《D-1》。
2018年5月9日开始，官方在社交平台公布小分队“本月少女 yyxy”的预告，Yves和Chuu、Go Won以及Olivia Hye成为该小分队的成员，Yves为小分队的队长。30日，小分队的迷你专辑《Beauty & the Beat》公开，专辑收录了五首曲目，主打歌《love4eva》更是和加拿大音乐制作人Grimes合作。
2018年8月19日，在12名成员全部被公开后，Yves作为本月少女成员在首尔汉南洞举行了出道舞台，并正式以本月少女的成员身份出道。
2023年6月16日，韓國首爾法律宣判與Blockberry Creative的專屬合約終止
2024年3月14日，宣布與PAIX PER MIL簽訂專屬合約
2024年5月29日，發行個人迷你專輯《Loop》

## 音樂作品

### 單曲專輯
| 單曲 | 專輯資料                                         | 曲目               |
| ---- | ------------------------------------------------ | ------------------ |
| 1st  | 《Yves》 - 發行日期：2017年11月28日 - 語言：韓語 | 曲目 1. New 2. D-1 |